# Larnage
Larnage ist eine französische Gemeinde mit 1.029 Einwohnern (Stand: 1. Januar 2022) im Département Drôme in der Region Auvergne-Rhône-Alpes. Sie gehört zum Arrondissement Valence und zum Kanton Tain-l’Hermitage. Die Bewohner werden Larnageois und Larnageoises genannt.

## Geographie
Larnage liegt etwa 16 Kilometer nördlich von Valence. Umgeben wird Larnage von den Nachbargemeinden Érôme im Norden und Nordwesten, Chantemerle-les-Blés im Osten und Nordosten, Mercurol-Veaunes im Osten und Südosten, Tain-l’Hermitage im Süden und Südwesten sowie Crozes-Hermitage im Westen.

## Bevölkerungsentwicklung
| Jahr                       | 1962 | 1968 | 1975 | 1982 | 1990 | 1999 | 2006 | 2016 |
| -------------------------- | ---- | ---- | ---- | ---- | ---- | ---- | ---- | ---- |
| Einwohner                  | 514  | 526  | 566  | 631  | 663  | 770  | 965  | 1073 |
| Quellen: Cassini und INSEE |      |      |      |      |      |      |      |      |

## Sehenswürdigkeiten
- Kirche Saint-André

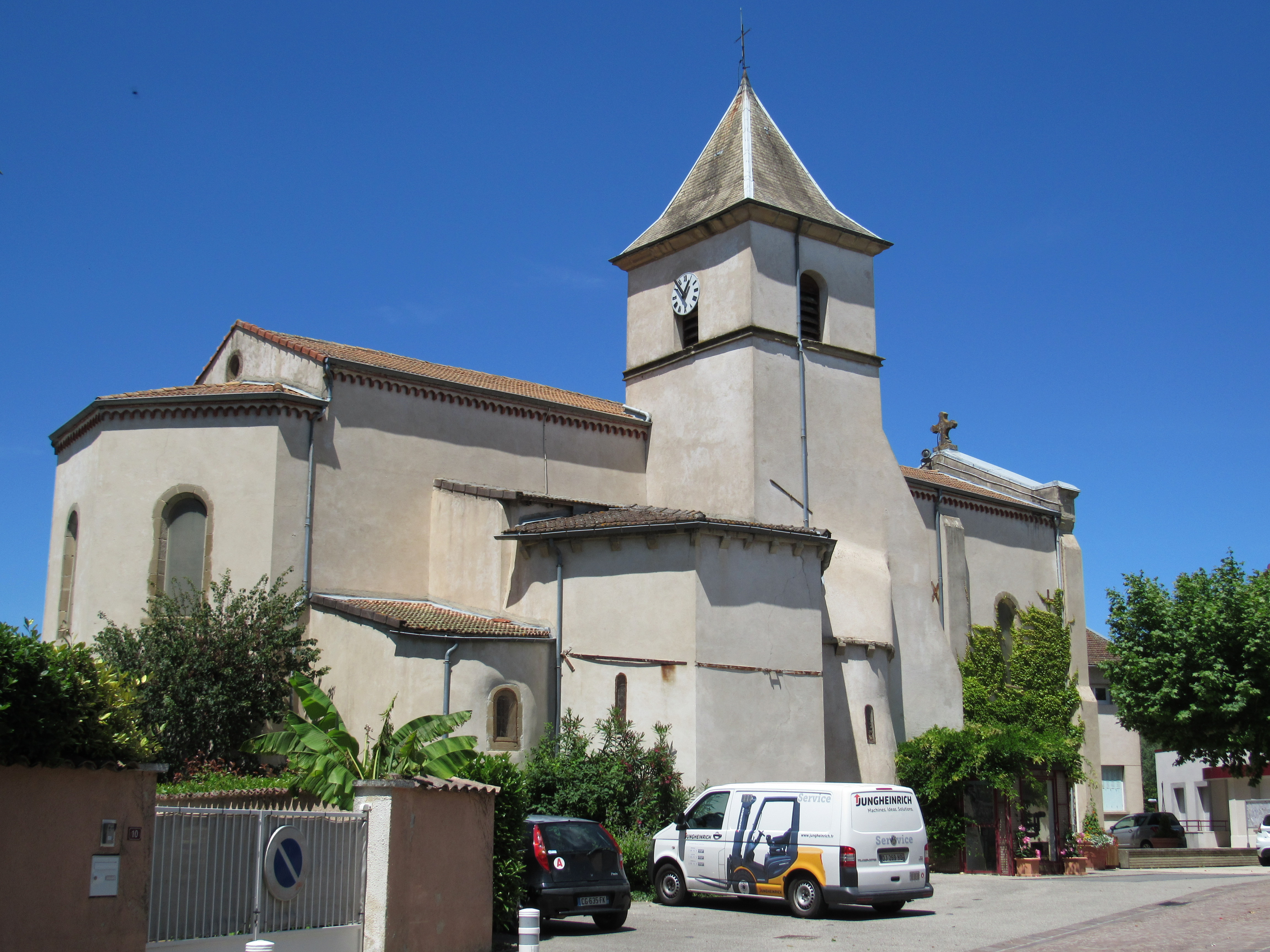
Kirche Saint-André

- Burgruine aus dem 12. Jahrhundert mit Umbauten im 15. Jahrhundert